# 鯉魚門邨公共運輸交匯處

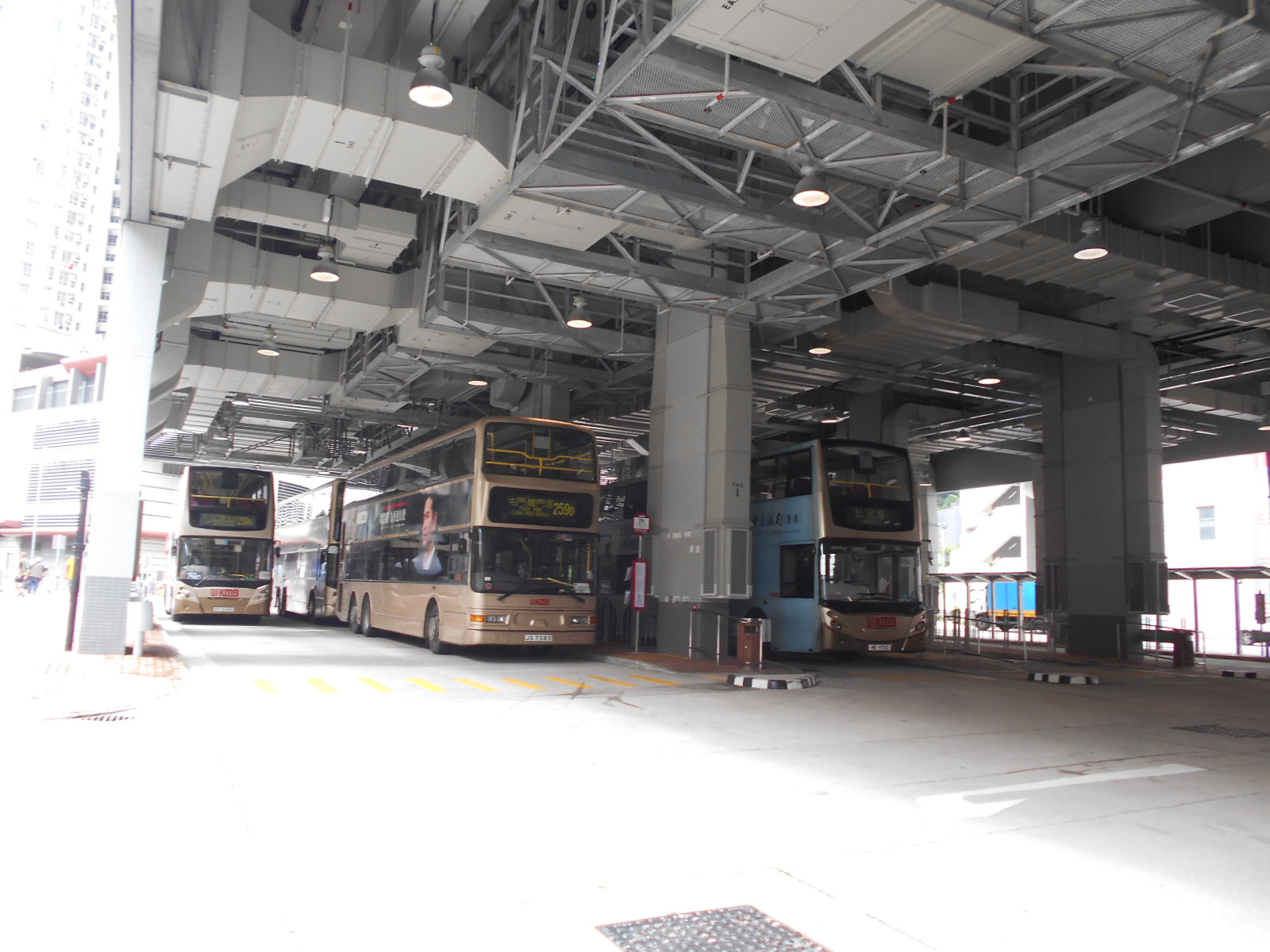
交匯處啟用初期，259D線總站曾設在靠近欣榮街（左）的坑道，其後改為設在靠近鯉魚門邨鯉興樓的坑道（右）

鯉魚門邨公共運輸交匯處，位於九龍觀塘區油塘欣榮街鯉魚門邨鯉旺樓之地下基座、油塘中心第四座對面，是一個供專營巴士使用的坑狀室內公共運輸交匯處，於2016年5月15日啟用。
九巴6E及6P線也以鯉魚門邨為起點，但不在公共運輸交匯處為總站，而是在總站外、油塘中心第四座對面的欣榮街停站。

## 歷史
此交匯處的前身為欣榮街臨時巴士總站，於2012年7月拆卸，原址興建鯉魚門邨鯉旺樓，並附設公共運輸交匯處。
- 2016年5月15日：正式啟用，九巴14、62X、259D從油塘公共運輸交匯處遷往此交匯處，並改為由此處開出的班次繞經該處[2][3][4]。
- 2017年1月22日：九龍區專線小巴87線從高怡邨遷往此交匯處，並改為由此處開出的班次繞經該處，成為首條進駐此交匯處的專線小巴[5]。

## 總站路線資料（巴士）

### 九龍巴士14線
- 鯉魚門邨 ↔ 中港碼頭

1967年9月24日起投入服務，原屬九龍半島首條「半直通路線」，及至1982年8月8日取消此名字，並於介乎牛頭角與九龍城之間加設巴士站。現時途經藍田、觀塘市中心、牛頭角、九龍灣、采頤花園、宋皇臺、土瓜灣及佐敦道。

### 九龍巴士62P線
- 屯門市中心 → 鯉魚門邨

### 九龍巴士62X線
- 兆康站（南） ↔ 鯉魚門邨

1987年10月26日起投入服務，是觀塘區首條來往屯門區的巴士路線，現時途經藍田、觀塘市中心、牛頭角、九龍灣、彩虹邨、鑽石山、黃大仙、大窩坪、友愛邨、安定邨、屯門市中心、屯門新墟及景峰花園。

### 九龍巴士259D線
- 屯門（龍門居） ↔ 鯉魚門邨
- 悅湖山莊 → 鯉魚門邨（特別班次）

1994年7月28日起投入服務，是觀塘區來往屯門區的第三條巴士路線。2001年7月1日起，提升至全日服務及延長路線。現時途經藍田、觀塘市中心、牛頭角、九龍灣、彩虹邨、鑽石山、黃大仙、大窩坪、兆禧苑、湖景邨、蝴蝶邨及新屯門中心。

## 總站路線資料（專線小巴）

### 九龍區專線小巴87線
- 油塘（鯉魚門邨） ↺ 九龍灣（麗晶花園）

## 車坑分佈
| 1 | 雙坑 | 九龍巴士259D線                                                  |
| 2 | 單坑 | 九龍巴士62X線                                                   |
| 3 | 單坑 | 專線小巴87線                                                    |
| 4 | 雙坑 | 九龍巴士14線                                                    |
| 5 | 出口 | 九龍巴士6E、6P、14D、14X、74、N216線 城巴A26、E22P、E22X、N26線 |

## 外部連結
- 九巴 （页面存档备份，存于）